# جون ميلتون هانكوك
جون ميلتون هانكوك (بالإنجليزية: John Milton Hancock)‏ هو مهندس أمريكي، ولد في 2 فبراير 1883، وتوفي في 25 سبتمبر 1956.